# Szindbád, a hajós
A Szindbád, a hajós (アラビアンナイト・シンドバッドの冒険; Arabian Naito: Sinbaddo no bóken; Hepburn: Arabian Naito: Shindobaddo no bōken; Arabian Nights: Sindbad no bouken) 1962-ben bemutatott japán animációs film, amelyet a Toei Animation készített Jabusita Taidzsi és Kuroda Josio rendezésében. Japánban 1962. július 21-én mutatták be a mozikban.
Magyarországon a Mokép forgalmazta, 1995. április 12-én jelent meg VHS-en. Televízióban először a TV3 vetítette 1995. október 28-án, majd a TV-1 és a Duna TV is műsorra tűzte. A filmet bemutatták még Olaszországban, Franciaországban és az arab világban is.

## Cselekmény
Törökországban járunk. Szindbád és kis barátja, Ali egy nap egy idős tengerészre bukkannak, akit a tenger sodort a partra. A haldokló öregember lázálmában egy titokzatos szigetről beszél nekik, ahová hajdanán egy csillag zuhant le az égből és földetérésének helyét ma drágakövek borítják. A két fiatal a kincs nyomába ered, de a kalandvágy is hajtja őket. Megpróbálnak hajósinasnak állni egy épp kifutni készülő hajón, de elutasítják őket, így potyautasként, olajoshordókban lopóznak fel a hajóra. Rejtekhelyüket azonban hamar felfedezik, de szerencséjükre a kapitánynak megtetszik bátorságuk, ezért a legénység tagjaivá válhatnak és hamar be is illeszkednek. Útjuk során megismerkednek a szultán leányával, Szamir hercegnővel is, aki elszökik a palotából és csatlakozik Szindbádékhoz, hogy ne kelljen a szultán miniszteréhez hozzámennie. A fiatalok között hamar érzelmi kapcsolat alakul ki. Szindbádék ezután útnak indulnak a kincses sziget felé, azonban nyomukban van a mindenre képes miniszter és katonái.

## Szereplők
| Szereplő        | Japán hang         | Magyar hang                                             |
| --------------- | ------------------ | ------------------------------------------------------- |
| Szindbád        | Kinosita Hideo     | Görög László                                            |
| Ali             | Kurojanagi Tecuko  | Molnár Levente                                          |
| Szamir hercegnő | Szatomi Kjóko      | Pápai Erika                                             |
| Miniszter       | Kavakubo Kijosi    | Dörner György                                           |
| Kapitány        | Takigucsi Dzsunpei | Kristóf Tibor                                           |
| Abdulla         | Dazai Hiszao       | Kocsis György Maros Gábor (ének)                        |
| Jászim          | Cudzsimura Mahito  | Forgács Péter                                           |
| Vén tengerész   | Ivao Kinsiro       | Makay Sándor                                            |
| Szultán         | Nagai Icsiró       | Dobránszky Zoltán                                       |
| Szultána        | Sindó Noriko       | N/A                                                     |
| Holló           | N/A                | N/A                                                     |
| Papagáj         | N/A                | Szokol Péter                                            |
| Palotaőrök      | N/A                | Balázsi Gyula Konrád Antal Rudas István Várkonyi András |

## Magyar stábtagok
- Magyar szöveg: Kónyi Judit
- Hangmérnök: Koroknai Tamás
- Rendezőasszisztens és vágó: Zöld Zsófia
- Gyártásvezető: Kozma István
- Szinkronrendező: Bajor Edit
- Produkciós vezető: Dimitrov Sándor, Sostarics Ágnes
- Bemondó: Szilágyi Zoltán

A szinkront a Mokép megbízásából az Arteam készítette az Új Színház Hangstúdiójában 1995-ben.

## Filmzene
A film zenéjét Tomita Iszao és Jonejama Maszao szerezte, benne hat témazene csendül fel.
- Fusigina Guitar no uta (不思議なギターのうた; Fusigina Gitá no uta; Hepburn: Fushigina Gitā no uta?): előadója Dazai Hiszao
- Hitori boccsi no hime no uta (ひとりぼっちの姫のうた; Hepburn: Hitori bocchi no hime no uta?): előadója Mari Josiko
- Ikari o agero no uta (いかりを上げろのうた?): előadója Nikikai
- Ikó jo minna no uta (行こうよみんなのうた; Hepburn: Ikō yo minna no uta?): előadója Sirakava Denny
- Omoi cumini no uta (重い積み荷のうた; Hepburn: Omoi tsumini no uta?): előadója Nikikai
- Toruko no ószama no uta (トルコの王様のうた; Hepburn: Toruko no ōsama no uta?): előadója Macuoka Juki